# Neurovetenskap

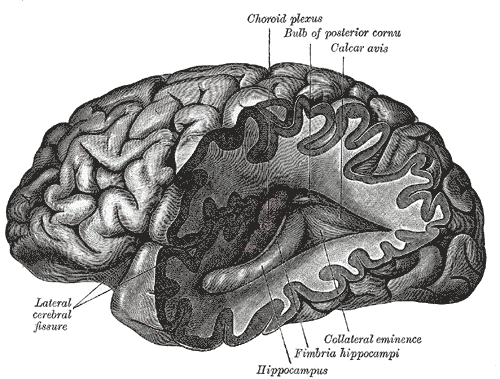
Illustration från Gray's Anatomy (1918)

Neurovetenskap är en samlingsbenämning för olika vetenskapsdiscipliner som sysslar med nervsystemets funktion och uppbyggnad. Begreppet har använts sedan 1970-talet. Neurovetenskapen studeras av neuroforskare och neurologer.

## Historik
Abulcasis, Averroes, Avenzoar och Maimonides, medeltida läkare och vetenskapsmän i det muslimska området, beskrev ett flertal medicinska problem relaterade till hjärnan. 

### Sedan 1900-talet
Under 1900-talets senare del har neurovetenskapen utvecklats kraftigt. Detta beror framför allt på framsteg inom molekylärbiologi, elektrofysiologi och datorbaserad neurovetenskap.